# 横山有策
横山 有策（よこやま ゆうさく、1882年（明治15年）12月18日 - 1929年（昭和4年）4月2日）は、日本の英文学者。

## 経歴

### 生い立ち
1882年（明治15年）岡山県川上郡玉川村（現・高梁市）に生まれる。その後、1895年に旧制高梁中学（現・岡山県立高梁高等学校）の一期生として進学した。1900年に同学校を卒業し、早稲田大学高等予科へ進学。1902年9月に早稲田大学へ入学した。1904年9月には、ラフカディオ・ハーン（日本名：小泉八雲）葬儀で早稲田学生総代として弔辞朗読する。1905年に早稲田大学文学部英文科卒業。1907年渡米しハーバード大学に学び、1910年5月に卒業する。

### 講師として
1911年帰国、早稲田中学校の英語教師となる。その後、1916年早稲田大学英文科講師となり、坪内逍遥の後を受けてシェイクスピアの講義を担当した。1918年（大正7年）9月、35歳の時に早稲田大学教授となる。その後、1920年に坪内逍遥の文化事業研究会常任幹事となり、校外教育部中央夏期講習会にて「近代文学に現れたる婦人問題」と題し講演した。1923年（大正12年）、40歳のときからは、日本女子大学校教授も務めた。1927年7月より、早稲田大学演劇博物館設立の実行委員会委員となる。                            
横山の功績として特出すべき点は、シェイクスピアの「ハムレット物語」「マクベス物語」など、多くの翻訳本が刊行されているが、横山はただ単に筋を追うのみならず、登場人物の性格などを分析し、解説を加えて物語化する研究者らしい訳し方をして注目を浴びた。主な著書に『シェリーの詩論と詩の擁護』、『文学概論』、『英文学史要』、翻訳は『沙翁傑作集』など多数あり、遺稿は『シェイクスピア研究』。 
1929年（昭和4年）4月2日、吉祥寺の自宅において46歳で早逝した。 

## 著書
- 『Hints on translating Japanese into English : for the students of the preparatory course』寶永館書店 1913
- 『English composition and grammar』寶永館 1915
- 『誤譯三百題 英作文文法 正譯詳解』二松堂書店 1915
- 『文学概論』久野書店 1921
- 『シエリーの詩論と詩の擁護』英詩文研究 早稲田泰文社 1923
- 『英文学史要』早稲田泰文社 1927
- 『芸術による生活改造』文明協会ライブラリ 1928
- 『ハムレット物語・マクベス物語』世界文学物語叢書 婦人之友社 1929
- 『シエークスピア研究』東京泰文社 1931

### 翻訳
- チャールズ・ホイツトビ『人物の要素』大日本文明協会事務所 1915
- ハイラム・モダーウエル『近代劇研究』大日本文明協会事務所 1921
- チヤールス・キングスレー『水の赤ン坊 童話』胡桃正樹共訳 同人社書店 1921
- アツシユレー・ソーンダイク『文学と社会』石井真峰共訳 早稲田泰文社 1923
- ジョン・ドリンクウオータ『エブラハム・リンカーン』新潮社 海外文学新選 1924
- フレデリック・ロー『カーライル及ラスキンの社会哲学』文明協会 1926
- 『沙翁傑作集』世界文学全集 新潮社 1929
- シエークスピヤ『ジュリアス・シーザー』新潮社 新潮文庫 1933
- シエークスピヤ『ハムレツト』新潮社 新潮文庫 1933
- シエークスピヤ『ローミオとジュリエット』新潮社 新潮文庫 1933